# Макович Володимир Іванович
Володимир Іванович Маковича (4 серпня 1962 року — 12 березня 2017 року) — український колаборант з Росією один із засновників терористичного угруповання ДНР, спікер «верховної ради» ДНР (з 18 по 23 липня 2014 року).

## Життєпис
Народився 4 серпня 1962-го, громадянин України. За власними словами, раніше був кінологом, захоплювався спортом.
2005 — заснував громадську організацію, до лютого 2010 року організація називалась «Молодіжний рух патріотів».
У лютому 2010 року Донецький окружний адміністративний суд ліквідував організацію, Маковича створив нову організацію «Товариство приватних підприємців».
Був активним учасником початку російської агресії на Донбасі, в Донецьку в квітні 2014 року. Був членом тимчасового «уряду ДНР».
У квітні 2014 — спікер «народної ради» ДНР, потім віце-спікер «верховної ради» терористичного угруповання.
У ніч на 30 червня 2014 року поблизу села Авдіївка під Донецьком загинув оператор російського «Першого каналу». «Журналіст» їхав зі знімальною групою, потрапив під обстріл і отримав поранення в живіт. В автобусі також їхали матері солдатів-строковиків, які хотіли вимагати від командування частини повернення синів додому.
Через деякий час «слідчі органи» ДНР заарештували Маковича, підозрюючи його в причетності до загибелі журналіста. Його звинувачували в тому, що він не доповів «керівництву республіки» про плани доставити автобус до військової частини.
Згодом його випустили, а 18 липня Денис Пушилін подав у відставку з посту «голови президії верховної ради» ДНР. Маковича став виконувачем обов'язків спікера «парламенту».
В листопаді 2014 продовжив роботу в «Народному фронт Новоросії» заступником керівника соціально-економічного штабу.
12 березня 2017 помер в Донецьку від пухлини головного мозку.